# Kimmo Sarje
Kimmo Ilmari Sarje, född 10 december 1951 i Helsingfors, är en finländsk konstkritiker och konstnär. 
Sarje har studerat vid Helsingfors universitet, där han blev politices kandidat 1979 och filosofie doktor 2000. Han har bedrivit forskning om svenskspråkig filosofisk essäistik samt verkat som konstkritiker i bland annat i Helsingin Sanomat och den nordiska konsttidskriften Siksi, som utställningskurator och som utövande bildkonstnär. Hans konst representerar ett slags konceptualism, där han i montageform tar ställning till olika fenomen inom konsten eller i samhället.
Bland Sarjes arbeten märks Anders Chydeniuksen liberaali ajattelu ja sen lähteitä (1985), Romantiikka ja postmoderni (1989), Realismi ja utopiat (1991), avhandlingen Sigurd Frosteruksen modernin käsite (2000) samt Montaasin filosofia, filosofian montaasi (2003, med parallell text på engelska) där han dokumenterar och kommenterar sin egen verksamhet.